# Carlos Alberto Aguilera
Carlos Alberto Aguilera Nova (Montevideo, 21 settembre 1964) è un ex calciatore uruguaiano di ruolo di attaccante.

## Caratteristiche tecniche
Attaccante rapido e di fantasia, dotato di tecnica e di capacità realizzative, era abile sia su azione che nei calci piazzati. Le sue caratteristiche di brevilineo ben si sposavano con quelle di suoi ex-compagni di reparto come Casagrande al Torino e Skuhravý al Genoa.

## Carriera

### Club
Arrivò al Genoa nel 1989, proveniente dalla squadra uruguayana del Peñarol insieme ai due connazionali José Perdomo e Rubén Paz, e dopo aver giocato anche per i darseneros uruguaiani del River Plate e nel Nacional di Montevideo. Il Pato (ovvero "anatroccolo"), come veniva soprannominato dai tifosi, divenne in breve tempo l'idolo della Gradinata Nord.
Con il Genoa giocò tre stagioni, dal 1989 al 1992: nella prima disputò 31 partite e segnò 8 gol, nella seconda giocò 31 partite e mise a segno ben 15 gol, nella terza, 1991-1992, disputò 31 partite condite da 10 reti (media 0.34 gol/partita). Fu uno dei bomber del Genoa più prolifici di tutti i tempi insieme a Diego Milito (media 0.62 g/p), Tomáš Skuhravý (media 0.36 g/p) e Roberto Pruzzo (media 0.40 g/p).
Durante la Coppa UEFA 1991-1992 Aguilera mise a segno ben 8 goal in 9 partite, risultando uno dei bomber più prolifici della competizione. Degna di nota la doppietta segnata ad Anfield, con la quale il 18 marzo 1992 il Genoa sconfisse per 2-1 il Liverpool di Ian Rush e di un giovanissimo Steve McManaman, divenendo così la prima squadra italiana a battere i Reds sul loro terreno in una competizione ufficiale.
Nel 1992 fu ceduto al Torino dove giocò 54 partite, segnò 17 gol e conquistò la Coppa Italia; nella stagione 1993-94 giocò sei partite, ma non segnò alcun gol. Nel luglio del 1994 tornò a giocare per il Peñarol, dove chiuse poi la carriera cinque anni dopo.

### Nazionale
Con la Nazionale Under-20 prende parte ai mondiali di categoria del 1981 e 1983.
Il 22 febbraio 1982 fa il suo esordio in nazionale maggiore in occasione della sfida pareggiata 0-0 contro la Cina, gara valevole per la prima edizione della Nehru Cup organizzata dalla Federazione calcistica dell'India. Successivamente prende parte, vincendola, all'edizione della Coppa America del 1983. Durante questa manifestazione, in occasione della partita del 18 settembre vinta 2-1 contro il Venezuela, segna il suo primo gol in nazionale.
Nel 1986 viene convocato per i Mondiali in Messico, senza però essere mai schierato in campo. Disputa poi l'edizione della Coppa America del 1989, questa volta però perdendo la finale contro il Brasile. Gioca infine i Mondiali del 1990 in Italia, dove la squadra sudamericana giunge sino agli ottavi di finale. La sua ultima apparizione con La Celeste risale al 16 novembre 1997 in occasione della vittoria per 5-3 contro l'Ecuador, gara valida per le qualificazioni ai Mondiali del 1998.
In totale colleziona 65 presenze e 23 gol con la propria nazionale, bottino che lo pone all'ottavo posto nella classifica dei marcatori di tutti i tempi.

## Procedimenti giudiziari
Aguilera nel 1994 fu condannato dal Tribunale di Genova a due anni di reclusione e cinque milioni di multa per sfruttamento della prostituzione e per detenzione e cessione gratuita di un grammo di cocaina: l'episodio risale al marzo 1990. Nel 1996 la condanna fu confermata e definitiva, ma Aguilera non scontò mai la pena in quanto non mise successivamente più piede in Italia. Ad inizio 2007 poi, grazie al provvedimento di indulto introdotto dal governo italiano qualche mese prima, la condanna gli fu condonata.

## Statistiche

### Cronologia presenze e reti in nazionale
| Cronologia completa delle presenze e delle reti in nazionale ― Uruguay | Cronologia completa delle presenze e delle reti in nazionale ― Uruguay | Cronologia completa delle presenze e delle reti in nazionale ― Uruguay | Cronologia completa delle presenze e delle reti in nazionale ― Uruguay | Cronologia completa delle presenze e delle reti in nazionale ― Uruguay | Cronologia completa delle presenze e delle reti in nazionale ― Uruguay | Cronologia completa delle presenze e delle reti in nazionale ― Uruguay | Cronologia completa delle presenze e delle reti in nazionale ― Uruguay |
| Data                                                                   | Città                                                                  | In casa                                                                | Risultato                                                              | Ospiti                                                                 | Competizione                                                           | Reti                                                                   | Note                                                                   |
| ---------------------------------------------------------------------- | ---------------------------------------------------------------------- | ---------------------------------------------------------------------- | ---------------------------------------------------------------------- | ---------------------------------------------------------------------- | ---------------------------------------------------------------------- | ---------------------------------------------------------------------- | ---------------------------------------------------------------------- |
| 22-2-1982                                                              | Calcutta                                                               | Cina                                                                   | 0 – 0                                                                  | Uruguay                                                                | Coppa Nehru 1982 - 1º turno                                            | -                                                                      |                                                                        |
| 25-2-1982                                                              | Calcutta                                                               | India                                                                  | 1 – 3                                                                  | Uruguay                                                                | Coppa Nehru 1982 - 1º turno                                            | -                                                                      |                                                                        |
| 4-3-1982                                                               | Calcutta                                                               | Uruguay                                                                | 2 – 0                                                                  | Cina                                                                   | Coppa Nehru 1982 - Finale                                              | -                                                                      |                                                                        |
| 18-7-1983                                                              | Montevideo                                                             | Uruguay                                                                | 1 – 1                                                                  | Perù                                                                   | Amichevole                                                             | -                                                                      |                                                                        |
| 11-8-1983                                                              | Lima                                                                   | Perù                                                                   | 1 – 1                                                                  | Uruguay                                                                | Amichevole                                                             | -                                                                      |                                                                        |
| 25-8-1983                                                              | Montevideo                                                             | Uruguay                                                                | 0 – 0                                                                  | Paraguay                                                               | Amichevole                                                             | -                                                                      |                                                                        |
| 1-9-1983                                                               | Montevideo                                                             | Uruguay                                                                | 2 – 1                                                                  | Cile                                                                   | Coppa America 1983 - 1º turno                                          | -                                                                      |                                                                        |
| 4-9-1983                                                               | Montevideo                                                             | Uruguay                                                                | 3 – 0                                                                  | Venezuela                                                              | Coppa America 1983 - 1º turno                                          | -                                                                      |                                                                        |
| 11-9-1983                                                              | Montevideo                                                             | Cile                                                                   | 2 – 0                                                                  | Uruguay                                                                | Coppa America 1983 - 1º turno                                          | -                                                                      |                                                                        |
| 18-9-1983                                                              | Caracas                                                                | Venezuela                                                              | 1 – 2                                                                  | Uruguay                                                                | Coppa America 1983 - 1º turno                                          | 1                                                                      |                                                                        |
| 21-9-1983                                                              | Glasgow                                                                | Scozia                                                                 | 2 – 0                                                                  | Uruguay                                                                | Amichevole                                                             | -                                                                      |                                                                        |
| 26-9-1983                                                              | Tel Aviv                                                               | Israele                                                                | 2 – 2                                                                  | Uruguay                                                                | Amichevole                                                             | 2                                                                      |                                                                        |
| 13-10-1983                                                             | Lima                                                                   | Perù                                                                   | 0 – 1                                                                  | Uruguay                                                                | Coppa America 1983 - Semifinali                                        | 1                                                                      |                                                                        |
| 20-10-1983                                                             | Montevideo                                                             | Uruguay                                                                | 1 – 1                                                                  | Perù                                                                   | Coppa America 1983 - Semifinali                                        | -                                                                      |                                                                        |
| 27-10-1983                                                             | Montevideo                                                             | Uruguay                                                                | 2 – 0                                                                  | Brasile                                                                | Coppa America 1983 - Finale                                            | -                                                                      |                                                                        |
| 4-11-1983                                                              | Salvador de Bahia                                                      | Brasile                                                                | 1 – 1                                                                  | Uruguay                                                                | Coppa America 1983 - Finale                                            | 1                                                                      | [ 3 ]                                                                  |
| 13-6-1984                                                              | Montevideo                                                             | Uruguay                                                                | 2 – 0                                                                  | Inghilterra                                                            | William Poole Cup                                                      | -                                                                      |                                                                        |
| 21-6-1984                                                              | Curitiba                                                               | Brasile                                                                | 1 – 0                                                                  | Uruguay                                                                | Amichevole                                                             | -                                                                      |                                                                        |
| 18-7-1984                                                              | Montevideo                                                             | Uruguay                                                                | 1 – 0                                                                  | Argentina                                                              | Amichevole                                                             | -                                                                      |                                                                        |
| 2-8-1984                                                               | Buenos Aires                                                           | Argentina                                                              | 0 – 0                                                                  | Uruguay                                                                | Amichevole                                                             | -                                                                      |                                                                        |
| 19-9-1984                                                              | Montevideo                                                             | Uruguay                                                                | 2 – 0                                                                  | Perù                                                                   | Amichevole                                                             | 1                                                                      |                                                                        |
| 3-10-1984                                                              | Lima                                                                   | Perù                                                                   | 1 – 3                                                                  | Perù                                                                   | Amichevole                                                             | 1                                                                      |                                                                        |
| 31-10-1984                                                             | Montevideo                                                             | Uruguay                                                                | 1 – 1                                                                  | Messico                                                                | Amichevole                                                             | -                                                                      |                                                                        |
| 29-1-1985                                                              | Montevideo                                                             | Uruguay                                                                | 3 – 0                                                                  | Germania Est                                                           | Amichevole                                                             | 1                                                                      |                                                                        |
| 3-2-1985                                                               | Montevideo                                                             | Uruguay                                                                | 1 – 0                                                                  | Paraguay                                                               | Copa Artigas 1985                                                      | -                                                                      |                                                                        |
| 10-2-1985                                                              | Asunción                                                               | Paraguay                                                               | 1 – 3                                                                  | Uruguay                                                                | Copa Artigas 1985                                                      | -                                                                      |                                                                        |
| 14-2-1985                                                              | Montevideo                                                             | Uruguay                                                                | 2 – 1                                                                  | Finlandia                                                              | Amichevole                                                             | 1                                                                      |                                                                        |
| 24-2-1985                                                              | Montevideo                                                             | Uruguay                                                                | 3 – 0                                                                  | Colombia                                                               | Amichevole                                                             | 1                                                                      |                                                                        |
| 27-2-1985                                                              | Montevideo                                                             | Uruguay                                                                | 2 – 2                                                                  | Perù                                                                   | Amichevole                                                             | -                                                                      |                                                                        |
| 10-3-1985                                                              | Montevideo                                                             | Uruguay                                                                | 2 – 1                                                                  | Ecuador                                                                | Qual. Mondiali 1986                                                    | 1                                                                      |                                                                        |
| 24-3-1985                                                              | Santiago del Cile                                                      | Cile                                                                   | 2 – 0                                                                  | Uruguay                                                                | Qual. Mondiali 1986                                                    | -                                                                      |                                                                        |
| 23-4-1985                                                              | Lima                                                                   | Perù                                                                   | 2 – 1                                                                  | Uruguay                                                                | Amichevole                                                             | -                                                                      |                                                                        |
| 28-4-1985                                                              | Bogotà                                                                 | Colombia                                                               | 2 – 1                                                                  | Uruguay                                                                | Amichevole                                                             | 1                                                                      |                                                                        |
| 2-5-1985                                                               | Recife                                                                 | Brasile                                                                | 2 – 0                                                                  | Uruguay                                                                | Amichevole                                                             | -                                                                      |                                                                        |
| 26-5-1985                                                              | Tokyo                                                                  | Giappone                                                               | 1 – 4                                                                  | Uruguay                                                                | Kirin Cup 1985 - 1º turno                                              | 2                                                                      |                                                                        |
| 28-5-1985                                                              | Saitama                                                                | Uruguay                                                                | 4 – 3                                                                  | Yomiuri                                                                | Kirin Cup 1985 - 1º turno                                              | 4                                                                      |                                                                        |
| 30-5-1985                                                              | Hiroshima                                                              | Uruguay                                                                | 1 – 1                                                                  | Santos                                                                 | Kirin Cup 1985 - 1º turno                                              | 1                                                                      |                                                                        |
| 1-6-1985                                                               | Osaka                                                                  | Uruguay                                                                | 6 – 0                                                                  | Malaysia B                                                             | Kirin Cup 1985 - 1º turno                                              | 1                                                                      |                                                                        |
| 4-6-1985                                                               | Nagoya                                                                 | West Ham Utd                                                           | 1 – 1                                                                  | Uruguay                                                                | Kirin Cup 1985 - 1º turno                                              | -                                                                      |                                                                        |
| 6-6-1985                                                               | Tokyo                                                                  | Santos                                                                 | 4 – 2                                                                  | Uruguay                                                                | Kirin Cup 1985 - Finale                                                | 1                                                                      |                                                                        |
| 2-2-1986                                                               | Miami                                                                  | Uruguay                                                                | 3 – 1                                                                  | Canada                                                                 | Miami Cup 1986 - 1º turno                                              | 1                                                                      |                                                                        |
| 7-2-1986                                                               | Miami                                                                  | Stati Uniti                                                            | 1 – 1                                                                  | Uruguay                                                                | Miami Cup 1986 - 1º turno                                              | 1                                                                      |                                                                        |
| 16-2-1986                                                              | Montevideo                                                             | Uruguay                                                                | 2 – 2                                                                  | Polonia                                                                | Amichevole                                                             | -                                                                      |                                                                        |
| 22-4-1989                                                              | Verona                                                                 | Italia                                                                 | 1 – 1                                                                  | Uruguay                                                                | Amichevole                                                             | 1                                                                      |                                                                        |
| 3-5-1989                                                               | Montevideo                                                             | Uruguay                                                                | 3 – 1                                                                  | Ecuador                                                                | Amichevole                                                             | 2                                                                      |                                                                        |
| 23-5-1989                                                              | Quito                                                                  | Ecuador                                                                | 1 – 1                                                                  | Uruguay                                                                | Amichevole                                                             | -                                                                      |                                                                        |
| 8-6-1989                                                               | Santa Cruz de la Sierra                                                | Bolivia                                                                | 0 – 0                                                                  | Uruguay                                                                | Amichevole                                                             | -                                                                      |                                                                        |
| 14-6-1989                                                              | Montevideo                                                             | Uruguay                                                                | 1 – 0                                                                  | Bolivia                                                                | Amichevole                                                             | 1                                                                      |                                                                        |
| 19-6-1989                                                              | Montevideo                                                             | Uruguay                                                                | 2 – 2                                                                  | Cile                                                                   | Amichevole                                                             | -                                                                      |                                                                        |
| 2-7-1989                                                               | Goiânia                                                                | Ecuador                                                                | 1 – 0                                                                  | Uruguay                                                                | Coppa America 1989 - 1º turno                                          | -                                                                      |                                                                        |
| 4-7-1989                                                               | Goiânia                                                                | Uruguay                                                                | 3 – 0                                                                  | Bolivia                                                                | Coppa America 1989 - 1º turno                                          | -                                                                      |                                                                        |
| 6-7-1989                                                               | Goiânia                                                                | Uruguay                                                                | 3 – 0                                                                  | Cile                                                                   | Coppa America 1989 - 1º turno                                          | -                                                                      |                                                                        |
| 8-7-1989                                                               | Goiânia                                                                | Argentina                                                              | 1 – 0                                                                  | Uruguay                                                                | Coppa America 1989 - 1º turno                                          | -                                                                      |                                                                        |
| 12-7-1989                                                              | Rio de Janeiro                                                         | Uruguay                                                                | 3 – 0                                                                  | Paraguay                                                               | Coppa America 1989 - Girone finale                                     | -                                                                      |                                                                        |
| 14-7-1989                                                              | Rio de Janeiro                                                         | Uruguay                                                                | 2 – 0                                                                  | Argentina                                                              | Coppa America 1989 - Girone finale                                     | -                                                                      |                                                                        |
| 16-7-1989                                                              | Rio de Janeiro                                                         | Brasile                                                                | 1 – 0                                                                  | Uruguay                                                                | Coppa America 1989 - Girone finale                                     | -                                                                      | [ 4 ]                                                                  |
| 25-4-1990                                                              | Stoccarda                                                              | Germania Ovest                                                         | 3 – 3                                                                  | Uruguay                                                                | Amichevole                                                             | 1                                                                      |                                                                        |
| 18-5-1990                                                              | Belfast                                                                | Irlanda del Nord                                                       | 1 – 0                                                                  | Uruguay                                                                | Amichevole                                                             | -                                                                      |                                                                        |
| 13-6-1990                                                              | Udine                                                                  | Uruguay                                                                | 0 – 0                                                                  | Spagna                                                                 | Mondiali 1990 - 1º turno                                               | -                                                                      |                                                                        |
| 17-6-1990                                                              | Verona                                                                 | Belgio                                                                 | 3 – 1                                                                  | Uruguay                                                                | Mondiali 1990 - 1º turno                                               | -                                                                      |                                                                        |
| 21-6-1990                                                              | Udine                                                                  | Corea del Sud                                                          | 0 – 1                                                                  | Uruguay                                                                | Mondiali 1990 - 1º turno                                               | -                                                                      |                                                                        |
| 25-6-1990                                                              | Roma                                                                   | Italia                                                                 | 2 – 0                                                                  | Uruguay                                                                | Mondiali 1990 - Ottavi di finale                                       | -                                                                      |                                                                        |
| 13-7-1993                                                              | Lima                                                                   | Perù                                                                   | 1 – 2                                                                  | Uruguay                                                                | Amichevole                                                             | -                                                                      |                                                                        |
| 17-7-1993                                                              | Montevideo                                                             | Uruguay                                                                | 3 – 0                                                                  | Perù                                                                   | Amichevole                                                             | -                                                                      |                                                                        |
| 25-7-1993                                                              | San Cristóbal                                                          | Venezuela                                                              | 0 – 1                                                                  | Uruguay                                                                | Qual. Mondiali 1994                                                    | -                                                                      |                                                                        |
| 1-8-1993                                                               | Montevideo                                                             | Uruguay                                                                | 0 – 0                                                                  | Ecuador                                                                | Qual. Mondiali 1994                                                    | -                                                                      |                                                                        |
| 8-8-1993                                                               | La Paz                                                                 | Bolivia                                                                | 3 – 1                                                                  | Uruguay                                                                | Qual. Mondiali 1994                                                    | -                                                                      |                                                                        |
| 15-8-1993                                                              | Montevideo                                                             | Uruguay                                                                | 1 – 1                                                                  | Brasile                                                                | Qual. Mondiali 1994                                                    | -                                                                      |                                                                        |
| 29-8-1993                                                              | Montevideo                                                             | Uruguay                                                                | 4 – 0                                                                  | Venezuela                                                              | Qual. Mondiali 1994                                                    | -                                                                      |                                                                        |
| 5-9-1993                                                               | Guayaquil                                                              | Ecuador                                                                | 0 – 1                                                                  | Uruguay                                                                | Qual. Mondiali 1994                                                    | -                                                                      |                                                                        |
| 12-9-1993                                                              | Montevideo                                                             | Uruguay                                                                | 2 – 1                                                                  | Bolivia                                                                | Qual. Mondiali 1994                                                    | -                                                                      |                                                                        |
| 16-11-1997                                                             | Maldonado                                                              | Ecuador                                                                | 3 – 5                                                                  | Uruguay                                                                | Qual. Mondiali 1998                                                    | 1                                                                      |                                                                        |
| Totale                                                                 |                                                                        | Presenze                                                               | 69                                                                     |                                                                        | Reti (8º posto)                                                        | 29                                                                     |                                                                        |

## Palmarès

### Club

#### Competizioni nazionali
- Campionato uruguaiano: 6

Nacional: 1983
Peñarol: 1994, 1995, 1996, 1997, 1999
- Copa Artigas: 4

Nacional: 1982
Peñarol: 1988, 1994, 1997
- Coppa Italia: 1

Torino: 1992-1993

#### Competizioni internazionali
- Coppa Libertadores: 1

Nacional: 1980

### Nazionale
- Coppa America: 1

1983

### Individuale
- Capocannoniere del Campionato sudamericano di calcio Under-20: 1

1983 (7 gol)
- Capocannoniere della Copa América: 1

1983 (3 gol, a pari merito con Jorge Burruchaga, Roberto Dinamite e Eduardo Malásquez)
- Capocannoniere della Coppa Libertadores: 1

1989 (10 gol, a pari merito con Raúl Amarilla)